# Nicrosil
El nicrosil es una aleación de 84,1% níquel , 14,4% de cromo, 1,4% de silicio y 0,1% de magnesio.
Esta aleación es utilizada como parte positiva de un termopar tipo N. En esta aplicación también se utiliza otra aleación de níquel, el nisil como parte negativa.